# Marli Siu

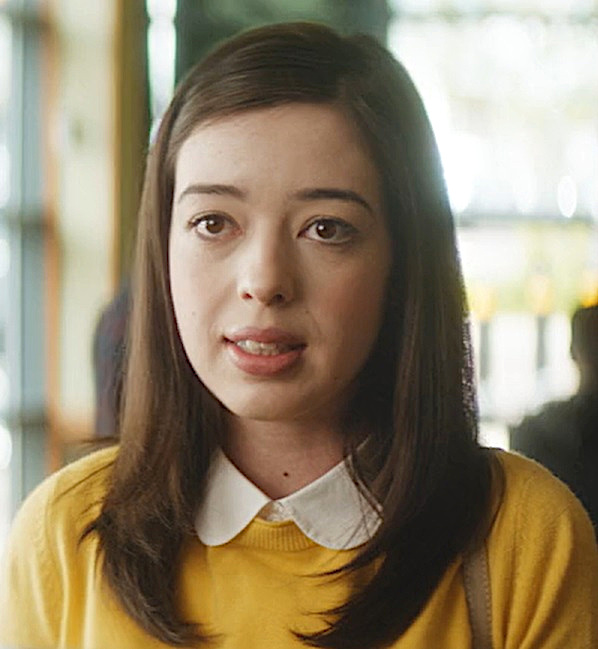
Marli Siu ca.2017

Marli Siu (* 11. März 1993 in Edinburgh) ist eine schottische Schauspielerin.

## Leben
Marli Siu ist die Tochter einer aus Edinburgh stammenden Schottin und eines in Hongkong geborenen chinesischen Vaters. Sie hat vier Schwestern. Bis zum Alter von vier Jahren lebte sie auf Lamma Island in Hongkong und wuchs anschließend in Forres in Moray im Nordosten Schottlands auf.
Sie besuchte gerne den Kunst- und Tanzunterricht und entdeckte im Alter von 15 Jahren nach einem Besuch einer Theatergruppe in Elgin die Schauspielerei.
Marli Siu studierte Schauspiel und Englische Literatur an der Edinburgh Napier University und schloss 2015 mit einem Bachelor of Arts ab.
Ihre schauspielerische Karriere startete im selben Jahr mit dem Kurzfilm Scoring, für welchen sie beim BFI Fresh Blood: Best Under 25 Award nominiert wurde. 2016 trat sie erstmals im Theaterstück Viel Lärm um nichts (Original: Much Ado About Nothing) am Dundee Repertory Theatre auf. Später stand sie noch am Orange Tree Theatre in Richmond (Misalliance, 2016) sowie dem Royal National Theatre in London (Much Ado About Nothing, 2019–2020) auf der Bühne.
Für ihre Rolle als Lisa im Musical Anna und die Apokalypse von 2017 wurde sie für mehrere Preise nominiert und gewann gemeinsam mit ihrem Cast beim Toronto After Dark Film Festival 2018 die Auszeichnung für das beste Cast Ensemble.
In ihrer nächsten Rolle als Kelly im Film Run (2019) gewann sie die Auszeichnung als beste Filmschauspielerin der British Academy Scotland Awards.
Von 2020 bis 2024 war sie als Hackerin Kyra Vashenko-Chao in der auf Amazon ausgestrahlten Serie Alex Rider zu sehen.

## Filmografie (Auswahl)
Fernsehserien
- 2016: Still Game (1 Folge, Staffel 7 Folge 5)
- 2017: Dixi (Webserie, 38 Folgen)
- 2019: Grantchester (1 Folge, Staffel 4 Folge 3)
- 2021: Die Bande aus der Baker Street (The Irregulars, 1 Folge, Staffel 1 Folge 1)
- 2020–2024: Alex Rider (Fernsehserie, 18 Folgen)
- 2022: Everything I Know About Love (Fernsehserie, 7 Folgen)

Filme
- 2014: Scoring (Kurzfilm)
- 2014: Run (Kurzfilm)
- 2017: Anna und die Apokalypse
- 2019: Run
- 2019: Our Ladies
- 2022: A90 (Kurzfilm)
- 2024: Apartment 7A

Theater
- 2016: Much Ado About Nothing am Dundee Repertory Theatre, Regie: Irene Macdougall
- 2017: Misalliance am Orange Tree Theatre in Richmond, Regie: Paul Miller
- 2019–2020: The Ocean at the End of the Lane am Royal National Theatre, Regie: Katy Rudd

Sonstige
- 2021: Crossfire (Musikvideo)

## Auszeichnungen und Nominierungen
Marli Siu wurde neben 15 weiteren Schauspielerinnen und Schauspielern von dem britischen Filmmagazin Screen International beim 15. jährlichen Talentschau als aufstrebende Schauspielerin mit dem Star of Tomorrow 2018 ausgezeichnet.
| Jahr | Auszeichnung                            | Kategorie                                                                     | Nominierter Titel       | Ergebnis  | Quelle      |
| ---- | --------------------------------------- | ----------------------------------------------------------------------------- | ----------------------- | --------- | ----------- |
| 2014 | Southampton International Film Festival | Beste Nebendarstellerin in einem Kurzfilm                                     | Run (2014)              | Nominiert | [ 5 ]       |
| 2015 | BFI London Film Festival Awards         | Fresh Blood: Best under 25                                                    | Scoring                 | Nominiert | [ 2 ]       |
| 2016 | Ian Charleson Awards                    | Beste klassische Bühnenauftritte von Schauspielern unter 30 in Großbritannien | Much Ado About Nothing  | Nominiert | [ 8 ]       |
| 2018 | Toronto After Dark Film Festival        | Bestes Ensemble Cast                                                          | Anna und die Apokalypse | Gewonnen  | [ 5 ]       |
| 2019 | CinEuphoria Awards                      | Bestes Ensemble – Internationaler Wettbewerb                                  | Anna und die Apokalypse | Nominiert | [ 5 ]       |
| 2019 | Fangoria Chainsaw Awards                | Beste Nebendarstellerin                                                       | Anna und die Apokalypse | Nominiert | [ 5 ]       |
| 2021 | British Academy Scotland Awards         | Beste Schauspielerin – Film                                                   | Run (2019)              | Gewonnen  | [ 5 ] [ 6 ] |